# Uładzimir Katkouski
Uładzimir Katkouski (biał. Уладзімір Каткоўскі; ur. 19 czerwca 1976 w Mińsku, zm. 25 maja 2007 w Pradze) – białoruski informatyk, pionier białoruskojęzycznego Internetu.

## Życiorys
Urodził się w Mińsku i tam ukończył szkołę średnią. W 1993 roku wyjechał do Stanów Zjednoczonych w ramach wymiany edukacyjnej. W Bułgarii ukończył informatykę na uniwersytecie amerykańskim. Pracował w Budapeszcie dla Fundacji Sorosa, a potem we Frankfurcie nad Menem. Od 2002 roku pracował w białoruskiej redakcji Radio Swoboda.
16 czerwca 2006 roku uległ w Pradze ciężkiemu wypadkowi samochodowemu, w którym jego żona straciła nogę, a on sam zapadł w śpiączkę, z której już się nie wybudził. Zmarł po prawie roku, 25 maja 2007 roku.

## Internet
Był jednym z pionierów białoruskojęzycznego Internetu. W końcu lat 90. XX wieku razem z kolegami założył stronę Litwanija, ziamla lićwinau. Był jednym z pierwszych białoruskojęzycznych blogerów w LiveJournal (rydel23) i jednym z bardziej popularnych. Za blog br23.net uzyskał Grand Prix 4. edycji konkursu operatora TUT.BY.
Utworzył i utrzymywał stronę Pravapis.org, poświęconą językowi białoruskiemu, oraz stronę Martyralog Biełarusi poświęconą stalinowskim represjom na Białorusi. Przełożył na język białoruski interfejs wyszukiwarki Google.
Był twórcą i jednym z najaktywniejszych redaktorów białoruskiej Wikipedii, jej administratorem i biurokratą.

## Uładzimir Katkouski w kulturze
Wital Silicki, współautor Histarycznego słounika Biełarusi w przedmowie do drugiego wydania książki zadedykował ją Uładzimirowi Katkouskiemu, pisząc:

Osoby Uładzimira Katkouskiego nigdy nie spotkałem, ale jego niesłabnące dążenia, by rozpowszechniać język białoruski, kulturę i historię w internecie doprowadziły do stworzenia licznych zasobów internetowych, z których korzystam w mojej pracy.

Katkouski zmarł dzień przed złożeniem książki do druku. Sam Wital Silicki również zmarł przedwcześnie – w wieku 38 lat, w wyniku choroby nowotworowej.